# Paramæcium
Paramæcium – australijski zespół wykonujący death doom metal. Został założony w Melbourne w 1990. W tekstach utworów zespół porusza zagadnienia związane z chrześcijaństwem. Od 2006 działa pod nazwą InExordium.

## Członkowie

### Ostatni skład
- Andrew Tompkins - śpiew, gitara basowa
- Jayson Sherlock - perkusja
- Jason De Ron - gitara

### Byli członkowie
- Mosh - gitara (1991-1992)
- Mark Kelson - gitara(1997-1999)
- Ian Arkley - gitara (1999)
- Steve Palmer - perkusja
- Mark Orr - perkusja
- Chris Burton - gitara[1]

## Dyskografia
- Silent Carnage (1991) Demo
- Exhumed of the Earth (1993) LP
- Within the Ancient Forest (1995) LP
- Repentance (1997) EP
- A Time to Mourn (1999) LP
- Echoes from the Ground (2004) LP[2][1]